# Markus Schroth
Markus Schroth (Karlsruhe, 25 gennaio 1975) è un ex calciatore tedesco, che giocava nel ruolo d'attaccante nel Karlsruhe, Monaco 1860 e Norimberga in Bundesliga.

## Palmarès
- Coppa di Germania: 1

Norimberga: 2006-2007